# Gmina Klimontów
Die Gmina Klimontów ist eine Stadt-und-Land-Gemeinde im Powiat Sandomierski der Woiwodschaft Heiligkreuz in Polen. Ihr Sitz ist die gleichnamige Stadt mit etwa 2000 Einwohnern.

## Geschichte
Von 1975 bis 1998 gehörte die Gemeinde zur Woiwodschaft Tarnobrzeg.
Zum 1. Januar 2020 erhielt der Hauptort Stadtrechte und die Gemeinde ihren heutigen Status.

## Städtepartnerschaft
- Hranice na Moravě, Tschechien.

## Gliederung
Zur Stadt-und-Land-Gemeinde (gmina miejsko-wiejska) Klimontów gehören folgende Dörfer und die Stadt mit einem Schulzenamt (sołectwo):
Adamczowice
Beradz
Borek Klimontowski
Byszów
Byszówka
Dziewków
Górki
Góry Pęchowskie
Goźlice
Grabina
Jantoniów
Klimontów
Konary
Konary-Kolonia
Krobielice
Kroblice Pęchowskie
Kępie
Nasławice
Nawodzice
Nowa Wieś
Olbierzowice
Ossolin
Pokrzywianka
Przybysławice
Pęchów
Pęchowiec
Płaczkowice
Rogacz
Rybnica
Szymanowice Dolne
Szymanowice Górne
Ułanowice
Wilkowice
Węgrce Szlacheckie
Zakrzów
Śniekozy
Weitere Orte der Gemeinde ohne Schulzenamt sind:
Bukówka
Cegielnia Pęchowska
Dworskie
Dziewków-Kolonia
Folwark
Gilówka
Góra
Goźlice Poduchowne
Grabina
Julianów
Kolonie
Kozia Górka
Kozinek
Krobielice-Kolonia
Niuchów
Nowa Wieś
Ostrówek
Pod Klimontowem
Pod Młynem
Rogacz-Kolonia
Smyków
Stara Wieś
Tęczynopol
W Lipach
Węgorzyn
Zielonka
Żuków
Żyznów